# Calliopsis fracta
Calliopsis fracta là một loài Hymenoptera trong họ Andrenidae. Loài này được Rozen mô tả khoa học năm 1952.